# Всесвітня асоціація казахів
Всесвітня асоціація казахів (ВАК), Світове співтовариство казахів (каз. Дүниежүзі қазақтарының қауымдастығы) — міжнародна недержавна організація республіканського значення.
Створена в Алма-Аті 29 вересня 1992 року за рішенням I Всесвітнього курултаю казахів. 800 делегатів з 33 країн світу заснували Всесвітню асоціацію казахів і одноголосно обрали Нурсултана Абішовича Назарбаєва Головою Президії.
Зареєстрована Міністерством юстиції Республіки Казахстан від 3 листопада 1992 року як Всесвітня Асоціація казахів.
Асоціація має підрозділи та представництва в 19 країнах світу. Згідно з даними Асоціації, за межами Казахстану в 43 країнах світу проживає понад 5 млн казахів.
Основна мета Асоціації — підтримка зв'язку з зарубіжними співвітчизниками з питань культурно-духовного розвитку, освіти і бізнесу.
У складі має видавничий центр «Атажурт», бібліотеку, центр «Мистецтво». В активі Асоціації — монографії російською та казахською мовами: «Історичні долі казахської діаспори. Походження і розвиток» (Мендікулова Г. М., 2006) з розділом «Діяльність Всесвітньої Асоціації казахів і Всесвітні курултаї казахів» і спільна монографія «Өзбекстандағы қазақтардың тарихы және бүгінгі дамуы» (Қобландин Қ., Меңдіқұлова Г. М., 2009).

## Керівники
Головою президії Асоціації є Президент Республіки Казахстан Нурсултан Абішович Назарбаєв.

### Перші заступники голови
- Найманбаєв Калдарбек Найманбаєвич 1992 — 2004
- Мамашев Талгат Асилович 10.2004-06.2017
- Турісбеков Заутбек Каусбекович з 06.2017[2]